# Australosepsis niveipennis
Australosepsis niveipennis är en tvåvingeart som först beskrevs av Becker 1903.  Australosepsis niveipennis ingår i släktet Australosepsis och familjen svängflugor. Inga underarter finns listade i Catalogue of Life.